# 加藤陸奥雄
加藤 陸奥雄（かとう むつお、1911年12月2日 - 1997年3月8日）は日本の生物学者。位階は正三位。
宮城県仙台市生まれ。専門は昆虫生態学。
兄に化学者の加藤多喜雄（仙台名誉市民）、地球物理学者の加藤愛雄、弟に地質学者の加藤磐雄がいる。大甥（甥の息子）に数学者の加藤文元。
指導学生に松田達郎などがいる。

## 略歴
- 宮城県仙台第一中学校（現・宮城県仙台第一高等学校）卒
- 第二高等学校理科卒
- 1935年 東北帝国大学理学部生物学科卒
- 1944年 農商務省農事試験場入所
- 1945年 東北大学より理学博士の学位を取得、学位論文は「昆虫の日週律的活動と其の環境条件」
- 1947年 東北大学理学部生物学科教授兼農林技官
- 1969年-1972年、東北大学理学部長
- 1971年-1977年、東北大学総長
- 1971年-1976年、日本生態学会会長[1]
- 1977年-1982年、大学入試センター初代所長
- 1982年 宮城県美術館初代館長
- 1990年 宮城県自然環境保全審議会会長
- 1996年 仙台名誉市民[2]
- 1997年 正三位

## 編著
- 『むし虫虫』（金港堂出版部、1978年）
- 『日本昆虫記・昆虫の1日・上巻』、『日本昆虫記・昆虫の1日・下巻』（リブリオ出版、各1980年）
- 『日本昆虫記・昆虫の四季・上巻』、『日本昆虫記・昆虫の四季・下巻』（リブリオ出版、各1980年）
- 『日本昆虫記・害虫ものがたり・上巻』、『日本昆虫記・害虫ものがたり・下巻』（リブリオ出版、各1980年）
- 『日本の天然記念物・動物1』（講談社、1984年、ISBN:9784061805811）
- 『日本の天然記念物・動物2』（講談社、1984年、ISBN:9784061805828）